# RHOD
RHOD (англ. Ras homolog family member D) – білок, який кодується однойменним геном, розташованим у людей на короткому плечі 11-ї хромосоми. Довжина поліпептидного ланцюга білка становить 210 амінокислот, а молекулярна маса — 23 413.
| 10         |  | 20         |  | 30         |  | 40         |  | 50         |
| ---------- |  | ---------- |  | ---------- |  | ---------- |  | ---------- |
| MTAAQAAGEE |  | APPGVRSVKV |  | VLVGDGGCGK |  | TSLLMVFADG |  | AFPESYTPTV |
| FERYMVNLQV |  | KGKPVHLHIW |  | DTAGQDDYDR |  | LRPLFYPDAS |  | VLLLCFDVTS |
| PNSFDNIFNR |  | WYPEVNHFCK |  | KVPIIVVGCK |  | TDLCKDKSLV |  | NKLRRNGLEP |
| VTYHRGQEMA |  | RSVGAVAYLE |  | CSARLHDNVH |  | AVFQEAAEVA |  | LSSRGRNFWR |
| RITQGFCVVT |  |            |  |            |  |            |  |            |

A: Аланін

C: Цистеїн

D: Аспарагінова кислота

E: Глутамінова кислота

F: Фенілаланін

G: Гліцин

H: Гістидин

I: Ізолейцин

K: Лізин

L: Лейцин

M: Метіонін

N: Аспарагін

P: Пролін

Q: Глутамін

R: Аргінін

S: Серин

T: Треонін

V: Валін

W: Триптофан

Білок має сайт для зв'язування з нуклеотидами, ГТФ. 
Локалізований у клітинній мембрані, мембрані, ендосомах.